# Chiesa di San Pietro (Cagli)
La chiesa di San Pietro è una delle chiese di Cagli.

## Storia e descrizione
Le monache benedettine di San Pietro, già menzionate in un testamento del 1301, iniziarono ad essere maggiormente presenti entro la cerchia urbana a partire dal 1388. Le benedettine di San Pietro appartennero probabilmente alla congregazione Santucciana, come si desume da un atto del 1302. 
Dopo essere stato requisito dal Regno d’Italia il monastero tornava in proprietà delle monache a seguito dell’acquisto del 1888. 
La chiesa con la slanciata facciata principale ha un portale in arenaria nel cui timpano sono a bassorilievo le chiavi di Pietro. L’interno, ad unica navata, ha volta a botte articolata da archi di volta e dal possente arco trionfale. 
L’altare maggiore del 1855, nei cui stilobati sono poste a rilievo le figure a mezzo busto dei Santi Pietro e Paolo, presenta la pala raffigurante La Vergine col Bambino e i Santi Pietro, Paolo e Scolastica di Gaetano Lapis. L’olio su tela, con uno schema piramidale di chiaro stampo marattesco, evidenzia quella capacità del “Carraccetto” (tale era il nomignolo del Lapis) di “coniugare le reminiscenze della tradizione barocca con una compostezza ed una serenità di linguaggio che, superando il capriccioso decorativismo rococò, si riallaccia ai modi dei grandi maestri emiliani del Seicento”.Dei due ovati, racchiusi in eleganti cornici lignee, che affiancano l’altare il solo Arcangelo Gabriele può essere ricondotto alla mano del Lapis. Nei sei medaglioni, con cornici in stucco, che adornano le pareti della chiesa sono raffigurati vari santi benedettini. Da sin., in senso orario, sono: Santa Matilde, Santa Giustina Martire da Padova, San Benedetto e Totila, San Placido, Santa Geltrude, Santa Lutgarde. I due altari laterali, con ornati lignei elegantemente intagliati, presentano a sin. la pala settecentesca della Madonna e i Santi Benedetto e Cecilia la cui elevata qualità pittorica aveva indotto a pensare ad Antonio Mancini, mentre sulla d. è la cinquecentesca statua lignea della Madonna di Loreto. Sotto la cantoria lignea riccamente intagliata, recante il trigramma di Cristo e le cui decorazioni del finale culminano con una grande grande conchiglia, è un Crocifisso ligneo, tradizionalmente ritenuto del XV secolo ma che fu realizzato attorno al 1562.